# شهرستان بالتیمور (مریلند)
شهرستان بالتیمور، مریلند (به انگلیسی: Baltimore County, Maryland) یک سکونتگاه مسکونی در ایالات متحده آمریکا است که در مریلند واقع شده‌است.